# Вудланд (Џорџија)
Вудланд (Џорџија) (енгл. Woodland) град је у америчкој савезној држави Џорџија. По попису становништва из 2010. у њему је живело 408 становника.

## Демографија
Према попису становништва из 2010. у граду је живело 408 становника, што је 24 (5,6%) становника мање него 2000. године.
| Група             | 2000.       | 2010.       |
| Белци             | 90 (20,8%)  | 95 (23,3%)  |
| Афроамериканци    | 336 (77,8%) | 307 (75,2%) |
| Азијати           | 0 (0,0%)    | 0 (0,0%)    |
| Хиспаноамериканци | 1 (0,2%)    | 0 (0,0%)    |
| Укупно            | 432         | 408         |